# Бела црква каранска
Бела црква Каранска, посвећена Благовештењу, налази се у селу Карану код Ужица, а подигао ју је, као своју задужбину, жупан Петар (Брајан), између 1340. и 1342. године. Само место цркве је коришћено као култно још у доба Римљана, о чему сведоче римски надгробни споменици у непосредној близини. Археолошка истраживања, обављена 1975. године, открила су у цркви ктиторске гробове, а радови на конзервацији и рестаурацији њене архитектуре и живописа, обављени су 1980. године.
Бела црква Каранска се данас налази под заштитом Републике Србије, као споменик културе од великог значаја

## Архитектура и живопис
Сама грађевина има једнобродну основу са три травеја, изнад којих се уздиже купола кружне основе. На источном крају се налази полукружна олтарска апсида испред које је камени иконостас, док је на супротном крају, у XIX веку дозидан нартекс.
Осликавање унутрашњости цркве су највероватније радила двојица сликара. Ктиторска композиција жупана Брајана са супругом Струјом, сином и три ћерке приказана је на западном делу северног зида, док је насупрот њих приказана владарска породица (краљ Душан са Јеленом и малим Урошем) и свети Немањићи (Симеон, Сава и Милутин). Душанов лик на портрету има његове црте и подсећа на оне са северног зида нартекса цркве у Дечанима, док је Јелена приказана уопштено. Поред њих, на зидовима су приказане још неке историјске личности, као и портрети других донатора цркве. Од религијских фресака, у наосу су насликани Велики празници, сцене из Старог завета и живота Богородице, док се у олтарском делу налазе представе Поклоњења архијереја и Богородице са анђелима.